# Delta blues
Delta blues (pojmenovaný podle Mississippské delty) je jedním z nejstarších stylů bluesové hudby. Mezi jeho hlavní představitele patří, mimo jiné, i John Lee Hooker, Robert Johnson, Charley Patton, Big Jack Johnson, Tommy Johnson nebo Son House.

## Představitelé
- Big Bill Broonzy
- Big Jack Johnson
- Big Joe Williams
- Bukka White
- Charley Patton
- David Honeyboy Edwards
- Mississippi Fred McDowell
- Mississippi John Hurt
- Robert Johnson
- Robert Nighthawk
- Skip James
- Son House
- Sonny Boy Williamson II.
- Tommy Johnson